# Pyeongildo
Pyeongildo är en ö i Sydkorea.   Den ligger i provinsen Södra Jeolla, i den södra delen av landet, 400 km söder om huvudstaden Seoul. Arean är 21,9 kvadratkilometer.
Terrängen på Pyeongildo är platt. Öns högsta punkt är 215 meter över havet. Den sträcker sig 8,1 kilometer i nord-sydlig riktning, och 10,9 kilometer i öst-västlig riktning.